# 翁堡
翁堡（法語：Hombourg，法語發音：[ɔ̃buʁ] ⓘ）是法国上莱茵省的一个市镇，属于米卢斯区。

## 地理
翁堡（47°45'32"N, 7°30'20"E）面积15.32 平方千米，位于法国大東部大區上莱茵省，该省份为法国东部内陆省份，是阿尔萨斯的一部分，今与下莱茵省组成了阿尔萨斯欧洲集体，其北临下莱茵省，西接孚日省，西南接贝尔福地区省，东侧沿莱茵河与德国相望，南与瑞士接壤。
与翁堡接壤的市镇（或旧市镇、城区）包括：巴尔德赛姆、里克赛姆、奥特马赛姆、小朗多、阿布赛姆、埃申茨维莱尔、迪特维莱尔、尼费尔。
翁堡的时区为UTC+01:00、UTC+02:00（夏令时）。

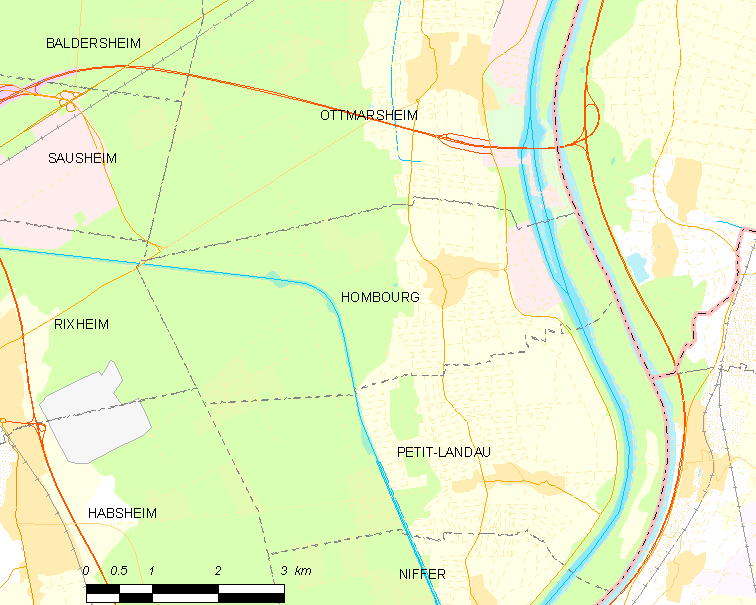
翁堡的OSM定位图

## 行政
翁堡的邮政编码为68490，INSEE市镇编码为68144。

## 政治
翁堡所属的省级选区为里克赛姆县。

## 人口

1962-2008年间翁堡人口变化图示

翁堡于2022年1月1日时的人口数量为1364人。